# Ciudad Victoria
Ciudad Victoria a mexikói Tamaulipas állam fővárosa. Nevének jelentése Győzelemváros, de valójában a név nem a győzelemről, hanem Guadalupe Victoriáról, az ország első elnökéről kapta. A gyorsan növekvő város lakóinak száma 2010-ben már meghaladta a 300 000-et.

## Földrajz

### Fekvése
Ciudad victoria Tamaulipas állam középpontjától délnyugatra fekszik, a Keleti-Sierra Madre hegység lábánál. A várostól keletre már síkság kezdődik, mely egy közbeeső kisebb hegyvonulattól eltekintve folyamatosan lejt az óceán partjáig. A városközpont, mely kb. 310 m-es tengerszint feletti magasságban épült fel, jórészt egymást derékszögben metsző utcákból áll, a délnyugati városrészek utcái azonban már felkúsznak a hegyekre.

### Éghajlat
A város éghajlata forró és átlagosan csapadékos. Minden hónapban mértek már 34 °C feletti hőmérsékletet, az abszolút rekord eddig 48,5 °C volt (júniusban). A havi átlaghőmérsékletek 16,9 és 28,1 °C között változnak, a legalacsonyabb mért érték -6 °C volt decemberben. A csapadék éves mennyisége 650 mm körüli, ennek legnagyobb része májustól októberig hull, a legesősebb hónap a szeptember.
| Hónap                                   | Jan. | Feb. | Már. | Ápr. | Máj. | Jún. | Júl. | Aug. | Szep. | Okt. | Nov. | Dec. | Év   |
| --------------------------------------- | ---- | ---- | ---- | ---- | ---- | ---- | ---- | ---- | ----- | ---- | ---- | ---- | ---- |
| Rekord max. hőmérséklet (°C)            | 34,5 | 39,0 | 41,5 | 45,0 | 47,5 | 48,5 | 42,0 | 42,0 | 41,0  | 39,9 | 36,0 | 35,0 | 48,5 |
| Átlagos max. hőmérséklet (°C)           | 22,8 | 25,4 | 29,0 | 31,6 | 33,7 | 35,0 | 34,8 | 34,6 | 32,5  | 29,9 | 26,4 | 23,4 | 29,9 |
| Átlaghőmérséklet (°C)                   | 16,9 | 18,6 | 21,9 | 24,5 | 26,8 | 28,1 | 28,0 | 27,8 | 26,2  | 23,7 | 20,4 | 17,3 | 23,4 |
| Átlagos min. hőmérséklet (°C)           | 10,9 | 11,9 | 14,9 | 17,3 | 19,8 | 21,2 | 21,2 | 20,9 | 19,9  | 17,5 | 14,4 | 11,2 | 16,8 |
| Rekord min. hőmérséklet (°C)            | 0,0  | −1,5 | 2,0  | 7,0  | 10,5 | 12,5 | 8,0  | 10,5 | 6,0   | 6,7  | 1,0  | −6,0 | −6,0 |
| Átl. csapadékmennyiség (mm)             | 18   | 10   | 17   | 27   | 66   | 115  | 78   | 89   | 148   | 53   | 13   | 21   | 655  |
| Forrás: Servicio Meteorológico Nacional |      |      |      |      |      |      |      |      |       |      |      |      |      |

## Népesség
A város népessége igen gyorsan nő:
| Év   | Lakosság |
| ---- | -------- |
| 1990 | 194 996  |
| 1995 | 230 304  |
| 2000 | 249 029  |
| 2005 | 278 455  |
| 2010 | 305 155  |

## Története
A várost a Tamatán nevű területen 1750. október 6-án alapította José de Escandón y Helguera, Sierra Gorda grófja a második spanyol telepépítési hullám során, eredetileg Villa de Santa María de Aguayo néven. A függetlenségi harcok során 1811. március 12-én a felkelőktől Joaquín Arredondo foglalta vissza, 1821-ben viszont a függetlenségpártiFelipe de la Garza vette át az irányítást. 1825. április 20-án tették az állam fővárosává, és ekkor változtatták nevét Ciudad Victoriára, Guadalupe Victoriának, Mexikó első elnökének tiszteletére.
1846. december 25-én az USA csapatai szállták meg a települést, a forradalom idején pedig 1913. április 21-én ostromolták meg a felkelők Jesús Agustín Castro vezetésével, 1916. november 16. és 18. között pedig a konstitucionalisták kezébe került.

## Látnivalók, turizmus
Ciudad Victoria legfontosabb műemlékei a községi palota (Palacio Municipal), melyet a 19. század végén kezdtek építeni és a 20. század első évtizedében fejezték be, és a Guadalupei Szűzanya szentélye, melyet szintén a 19. században kezdtek építeni és 1927-ben készült el teljesen. A vasútállomás a 20. század elejéről származik, előtte a Plaza de los Héroes téren (a Hősök terén) egy emlékoszlopot emeltek, Miguel Hidalgo y Costilla, José María Morelos y Pavón, Ignacio Allende, Mariano Matamoros és Vicente Guerrero szobraival. Szintén régi épület a 19. századi Tamatán hacienda, melyben ma mezőgazdasági szakiskola működik, a Catedral de Nuestra Señora del Refugio és a Szent Izidor-templom, az Instituto Tamaulipeco de Capacitación para el Empleo 1828-ból származó épülete és a 20. század eleji Casa del Arte.

### Múzeumok
A város legfontosabb múzeuma a Museo Regional de Historia de Tamaulipas, melyet 2003-ban avattak fel egy 19. századi épületben. 12 termében állandó kiállításokat láthatunk a terület történelmével kapcsolatosan az ősi időktől egészen a közelmúltig. A másik jelentős múzeum a Tamux, vagyis a Museo de Historia Natural de Tamaulipas, ahol természettudományokkal, azon belül is főleg a természet és a Föld történetével ismerkedhet a látogató.

### Rendezvények
Októberenként egy állami szintű mezőgazdasági, ipari és kézművességgel foglalkozó kiállítást rendeznek a városban, ezzel egyidőben pedig lovas rodeókat (úgynevezett charreadákat) és táncos színházi előadásokat is rendeznek. Decemberben pedig a Guadalupei Szűzanya ünnepét rendezik meg, táncbemutatókkal és tűzijátékkal.

## Sport
A város kedvelt sportja a labdarúgás, itt működik a Correcaminos de la UAT csapat (nevének jelentése: A Tamaulipasi Autonóm Egyetem Gyalogkakukkjai), mely egykor az első osztályú bajnokságban is szerepelt, jelenleg másodosztályú. Stadionjuk az Estadio Marte R. Gómez.